# 回澜阁
回澜阁（日占时期称作，一作），位于中国山东省青岛市市南区太平路10号，1992年1月16日被公布为青岛市文物保护单位，2006年12月7日被公布为山东省文物保护单位。
1892年，清政府青岛驻军在此搭起了一座铁木结构、以木铺面的栈桥，长约200米，专供装卸军用物资之用。德国侵占青岛后，对栈桥加以改建，桥身延长至350米，并在桥上铺设了轻便铁轨，专事运输由德国运来的军需物资、大港码头建成后，栈桥遂向市民开放。
1931年，青岛市政府为适应旅游需要，投资25.8万元，由德商信利洋行承包重建，桥身延长至400米，全部改用水泥铺面，并设有排水设备，桥南端增建半园形防波堤，堤上新建一座中国传统风格的双层飞檐八角亭阁，由建筑师刘铨法和孙旭春设计，名“回澜阁”。阁顶覆以琉璃瓦（瓦片最初的颜色始终是一个谜团，现今使用的是黄色琉璃瓦），四周有24根圆形亭柱。阁内为二层圆球形厅堂，中央有34级螺旋式阶梯，可回旋登上二楼。全部工程于1933年4月竣工。
1984年，青岛市人民政府组织施工力量对栈桥进行了全面整修。桥南段采用16榀排架取代了原桥的34排桩。桥北端东侧新建了一座螺旋眺望台，原桥人口处的6根档车石柱，被彩色花岗岩宽石取代。
2016年4月30日起，回澜阁一楼每日8点半到16点半对外免费开放，游客瞬时最大承载量为40人。
青島啤酒商標的建築即是回瀾閣。

## 图集
- 未建回澜阁时的栈桥，摄于1914年到1922年之间
- 回澜阁建成后的栈桥，1930年代
- 栈桥及回澜阁远景
- 栈桥及回澜阁远景
- 回澜阁近景
- 回澜阁近景
- 回澜阁檐下细节
- 回澜阁回廊细节
- 回澜阁夜景